# لي كيرسليك
لي كيرسليك (بالإنجليزية: Lee Kerslake)‏ هو طبال بريطاني، ولد في 16 أبريل 1947 في وينتون ‏ في المملكة المتحدة.

## وصلات خارجية
- لي كيرسليك على موقع ميوزك برينز (الإنجليزية)
- لي كيرسليك على موقع أول ميوزيك (الإنجليزية)
- لي كيرسليك على موقع ديسكوغز (الإنجليزية)